# Acanthoscelio acutus
Acanthoscelio acutus är en stekelart som beskrevs av Dotseth och Johnson 2001. Acanthoscelio acutus ingår i släktet Acanthoscelio och familjen Scelionidae. Inga underarter finns listade i Catalogue of Life.